# Martta Wendelinová
Martta Wendelinová (23. listopadu 1893 Kymi – 1. března 1986 Tuusula) byla finská ilustrátorka. Zaměřila se na idealizované venkovské a rodinné výjevy. Její ilustrace se objevovaly v knihách pro děti, učebnicích a na obálkách knih a časopisů. Je autorkou mnoha plakátů a asi tisícovky pohlednic.